# Sverre Jakobsson
Sverre Andreas Jakobsson o simplemente Sverre Jakobsson (Oslo, 8 de febrero de 1977) es un exjugador de balonmano islandés, nacido en Noruega, que jugaba de pívot. Su último equipo fue el KA Akureyri. Fue un componente de la selección de balonmano de Islandia.
Con la selección ganó la medalla de plata en los Juegos Olímpicos de Pekín 2008 y la medalla de bronce en el Campeonato Europeo de Balonmano Masculino de 2010.

## Clubes
- KA Akureyri
- UMF Afturelding
- New England Freeze
- Fram Reikjavik ( -2006)
- VfL Gummersbach (2006-2008)
- HK Kópavogur (2008-2009)
- TV Großwallstadt (2009-2014)
- KA Akureyri (2014-2019)